# Botenheim
Botenheim ist ein Dorf im Landkreis Heilbronn in Baden-Württemberg, das seit dem 1. Januar 1971 zu Brackenheim gehört.

## Geografie
Botenheim liegt im Zabergäu, etwa 1,5 Kilometer südlich von Brackenheim. Durch die neuzeitliche Siedlungsausdehnung sind die Orte bis auf wenige hundert Meter zusammengewachsen.
Von Süd-West nach Nord-Ost fließt der Herrenwiesenbach durch die Gemeinde.

## Geschichte
Die frühesten Siedlungsspuren auf Botenheimer Markung stammen aus der Jungsteinzeit. Eine jungsteinzeitliche Siedlung wird aufgrund zahlreicher Scherbenfunde der Bandkeramiker im Gewann Dörner südwestlich des Ortes vermutet. Aus der späten Bronzezeit wurden weitere Scherben der Urnenfelderkultur an verschiedenen Stellen der Gemarkung geborgen. Außerdem weisen Bodenfunde auch auf einen einstmals vorhandenen römischen Siedlungsplatz hin.
Botenheim wurde erstmals im Lorscher Codex in einer auf 793 datierten Urkunde als Batenheim erwähnt. Der Ort wird als locus bezeichnet und scheint zu dieser Zeit am Anfang seiner Besiedlung gestanden zu haben, denn als locus handelte es sich bei Botenheim um eine Einzelsiedlung oder Neurodung, die damals noch zum nahen Meimsheim gehörte. Auf eine von Meimsheim ausgehende Gründung deutet auch die frühe kirchliche Organisation hin, da Botenheim bis zum 13. Jahrhundert Filialgemeinde von Meimsheim war. Ursprünglich hatte Botenheim eine gemeinsame Markung mit Alt-Cleebronn, dem württembergischen Teil von Cleebronn. Beim Übergang der Lorscher Besitztümer an das Erzstift Mainz 1232/34 wird Botenheim nicht ausdrücklich genannt, so dass der Lorscher Besitz möglicherweise schon vorher in andere Hände übergegangen war. Die Ortsherrschaft im hohen Mittelalter lag wohl bei den Herren von Magenheim. Im 12. und 13. Jahrhundert waren am Ort außerdem die Klöster Hirsau, Bebenhausen und Odenheim sowie die Grafen von Lauffen und der Deutsche Orden begütert. Der Bebenhäuser Hof, ein Erbhof des Klosters, wurde 1487 durch das Brackenheimer Spital erworben, der übrige Bebenhäuser Besitz gelangte 1448 an Reinhard von Neipperg.
Die ältesten Bauteile der Botenheimer Kirche datieren bereits auf das Jahr 1280. Erstmals erwähnt wurde die Kirche im Jahr 1351; Botenheim war damals bereits selbstständige Pfarrei. Das Patronatsrecht lag als wormsisches Lehen bei den Herren von Magenheim, ging jedoch wie auch die weltliche Herrschaft im 14. Jahrhundert an das Haus Württemberg über, das Botenheim dem Amt Brackenheim unterordnete. Das Patronatsrecht der Kirche kam dagegen an die Nonnen des einst in Frauenzimmern befindlichen Klosters. Kirchlich löste sich Alt-Cleebronn 1480 von Botenheim. Im Zuge der Reformation in Württemberg wurde auch Botenheim 1534 reformiert und ist seitdem überwiegend evangelisch geprägt.
Das 17. Jahrhundert war für Botenheim wie für das gesamte umliegende Zabergäu eine schwere Notzeit. Vor allem die Pest forderte zunächst zahlreiche Tote. 1621 wurden 353 Personen in Botenheim gezählt. Im Dreißigjährigen Krieg kam für Botenheim insbesondere nach der Schlacht bei Nördlingen eine Zeit des Elends, als kaiserliche Truppen nach Württemberg einströmten und das Land besetzten und plünderten. Die Einwohner Botenheims flohen in die Amtsstadt Brackenheim, wo von 1635 bis 1638 mindestens 108 Botenheimer verstorben sind. Botenheim war im Dezember 1635 völlig unbewohnt und zur Hälfte niedergebrannt. Auch in den nachfolgenden Kriegsjahren ereigneten sich häufige Truppendurchzüge mit Plünderungen und Grausamkeiten. 1647 hielten sich in Botenheim noch zwölf Männer und fünf Witwen auf, weitere 36 Einwohner harrten derweil noch in Brackenheim ihrer Rückkehr. Die Pfarrei des verwüsteten Ortes wurde einstweilig aufgehoben, und Botenheim war von 1647 bis 1659 nur noch eine Filialgemeinde von Brackenheim. Auch fand bis ungefähr 1650 keine Schule mehr im Ort statt. Bis 1655 waren 30 Häuser und Scheunen des Ortes wiederhergestellt, und auch eine große Zahl Äcker und Wiesen wurden wieder bewirtschaftet; lediglich die arbeitsintensiven Weinberge lagen größtenteils noch wüst.
Da die Pestepidemien weitgehend überwunden waren und nach dem Dreißigjährigen Krieg für etwa zwei Generationen Friede herrschte, stieg die Einwohnerzahl bis 1680 wieder auf 238 Personen an. Der Pfälzische Erbfolgekrieg wirkte sich ab 1688 jedoch wieder negativ auf Botenheim wie das gesamte Zabergäu aus. Der Ort hatte erneut an Truppendurchzügen und Einquartierungen zu leiden. Erschwerend kam hinzu, dass die nach Brackenheim geschafften Fruchtvorräte der Amtsorte dort 1691 einem großen Stadtbrand zum Opfer fielen, so dass es zu einer Hungersnot kam, die durch Dürre, Frost und Hagel in den Jahren 1693 und 1694 nicht gelindert werden konnte. Auch die Pfarrstelle war vorübergehend nicht besetzt, so dass Botenheim von 1690 bis 1698 nochmals Filial von Brackenheim war.
Im 18. Jahrhundert verbesserten sich die Verhältnisse allmählich, als im Zabergäu keine Kriegshandlungen mehr stattfanden. Gleichwohl waren Botenheim und die umliegenden Orte weiterhin von Truppendurchzügen und allerlei Kontributionsforderungen betroffen. Um 1720 hatte die Einwohnerzahl in etwa wieder den Stand von vor dem Dreißigjährigen Krieg erreicht.
Bei der Umsetzung der neuen Verwaltungsgliederung im Königreich Württemberg blieb der altwürttembergische Ort dem Oberamt Brackenheim zugeordnet.

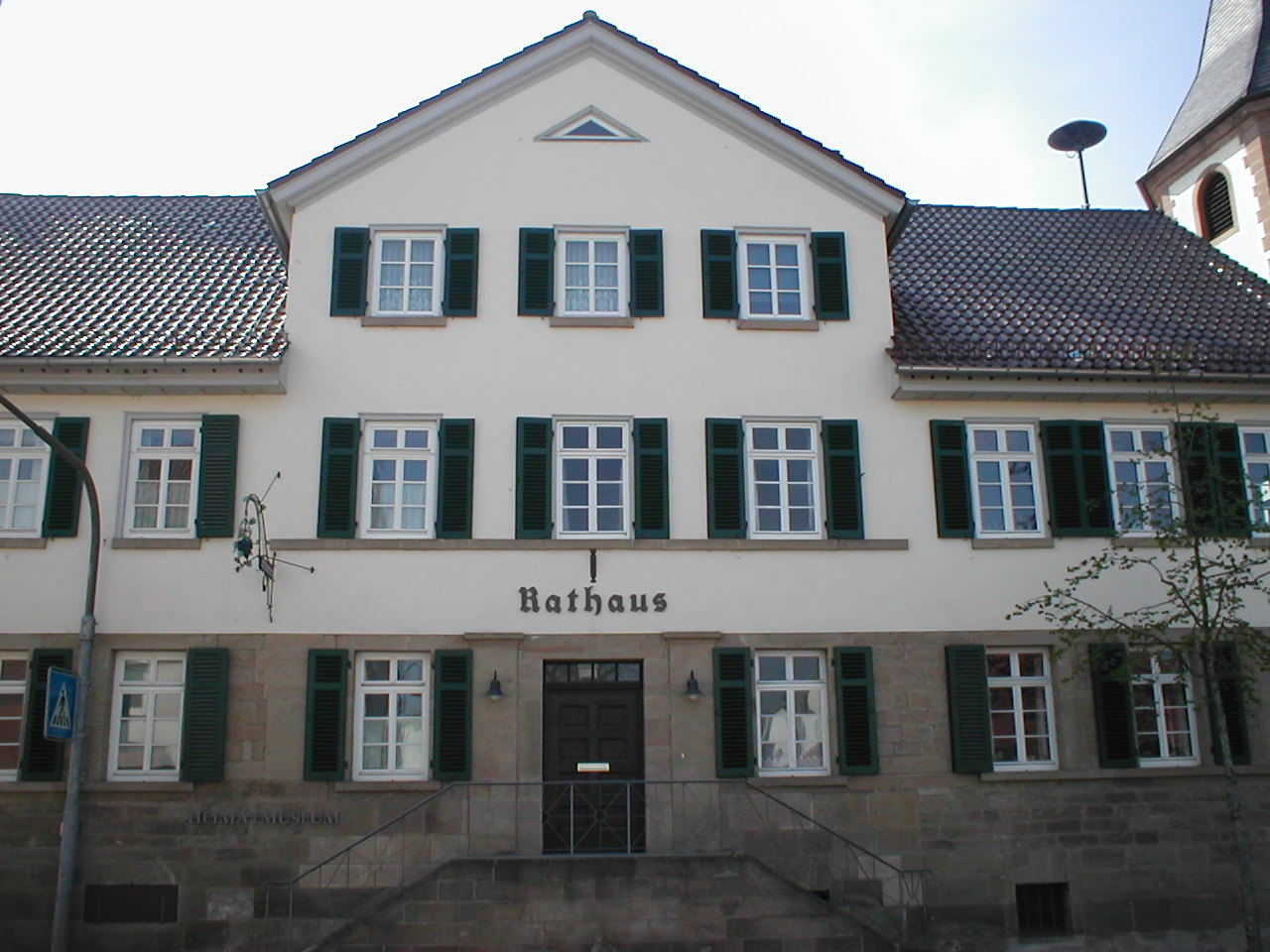
Ehemaliges Rathaus von 1837

In dem von Landwirtschaft und Weinbau geprägten Ort kam es in der zweiten Hälfte des 19. Jahrhunderts zu einem Rückgang der Bevölkerung aufgrund von Landflucht und Auswanderung. Im 20. Jahrhundert stabilisierte sich der Bevölkerungsstand. 1933 und 1939 wurden jeweils 761 Einwohner gezählt, Ende 1945 waren es 796.
Im Zweiten Weltkrieg blieb Botenheim von Fliegerbomben verschont, jedoch kamen 1945 beim Einmarsch alliierter Truppen vier Einwohner ums Leben.
1867 hatte die Gemeinde die am Ort befindliche und seit dem 18. Jahrhundert in Privatbesitz befindliche Kelter erworben, diese 1902 abgerissen und an ihrer Stelle eine neue Kelter errichtet. Bei der Verwaltungsreform während der NS-Zeit in Württemberg gelangte Botenheim 1938 zum Landkreis Heilbronn. 1945 wurde der Ort Teil der Amerikanischen Besatzungszone und gehörte somit zum neu gegründeten Land Württemberg-Baden, das 1952 im jetzigen Bundesland Baden-Württemberg aufging. 1953 gründete sich eine Weingärtnergenossenschaft, die die Kelter erwarb und 1959 modernisierte. 1963 schlossen sich die Gemeinden Brackenheim, Cleebronn, Botenheim, Meimsheim, Hausen an der Zaber und Dürrenzimmern zum Zweckverband „Abwasserreinigung Untere Zaber“ zusammen.
Nach einer Bürgerabstimmung vom 25. Oktober 1970 wurde Botenheim am 1. Januar 1971 nach Brackenheim eingemeindet. Das Dorf hatte zu dieser Zeit rund 970 Einwohner.

## Wappen und Flagge

Wappen von Botenheim

Die Blasonierung des Botenheimer Wappens lautet: In Silber zwei gekreuzte schwarze Doppelhaken (Wolfsangeln) mit gebogenen Enden. Die Flagge der ehemaligen Gemeinde ist Schwarz-Weiß.
Eine Markungsbeschreibung von 1715 erwähnt erstmals ein Botenheimer Wolfsangel-Wappen auf Marksteinen. Auf Siegeln lässt sich die Wolfsangel ebenfalls seit 1715 nachweisen. Das Wolfsangel-Symbol weist üblicherweise auf Forst und Jagd hin; ob das auch für Botenheim zutrifft, ist nicht sicher zu ermitteln. In Stempeln des Schultheißen- bzw. Bürgermeisteramtes aus dem ersten Drittel des 20. Jahrhunderts ist die Wolfsangel in Form eines pfahlweis gestellten Doppelhakens dargestellt, der mit einem S-förmigen Haken gekreuzt ist. Die Form der Wolfsangeln wurde 1938 auf Anregung der württembergischen Archivdirektion festgelegt; die Farben des Wappens standen schon seit 1919 fest. Die Flaggenfarben Schwarz-Weiß wurden der Gemeinde Botenheim am 14. September 1960 vom baden-württembergischen Innenministerium verliehen.

## Sehenswürdigkeiten
- Die Botenheimer Marienkirche wurde 1351 erstmals erwähnt. Der Unterbau des Chorturms stammt aus der Zeit um 1280, das gotische Kirchenschiff wurde 1754 zu seinen heutigen Ausmaßen verlängert.
- Das Rathaus wurde 1837 erbaut und nach einem Brand 1942/43 wiederaufgebaut. Beim Rathaus ist ein 7180 Liter fassendes Eichenweinfass aufgestellt.
- Das Gasthaus Zum Ochsen ist ein ehemaliges Gülthaus des Deutschen Ordens und wurde 1605/07 erbaut.
- Das Schulhaus des Ortes wurde 1931 erbaut.
- Die Kelter des Ortes wurde 1902 von der Gemeinde an der Stelle eines Vorgängergebäudes errichtet.
- Seit April 2018 steht auf dem Botenheimer Kelterplatz ein Kunstwerk von Gerda Bier zum Thema „Versöhnung“. Es greift den historischen Luftkampf über Botenheim auf, der am 25. Mai 1944 mit dem Absturz des amerikanischen Mustang Jagdfliegers unweit des Kelterplatzes endete. Der deutsche Jagdflieger musste bei Güglingen notlanden, nachdem er die amerikanische Maschine in etwa 300 Metern Höhe gerammt hatte. Der junge amerikanische Pilot konnte sich mit dem Fallschirm retten. Der 19-jährige deutsche Pilot Hubert Heckmann besuchte noch am selben Tag den im Keller des Botenheimer Rathauses (heute Heimatmuseum) gefangenen Piloten Joe Bennett. Beide gratulierten sich dazu, überlebt zu haben. Später wurden sie gute Freunde.

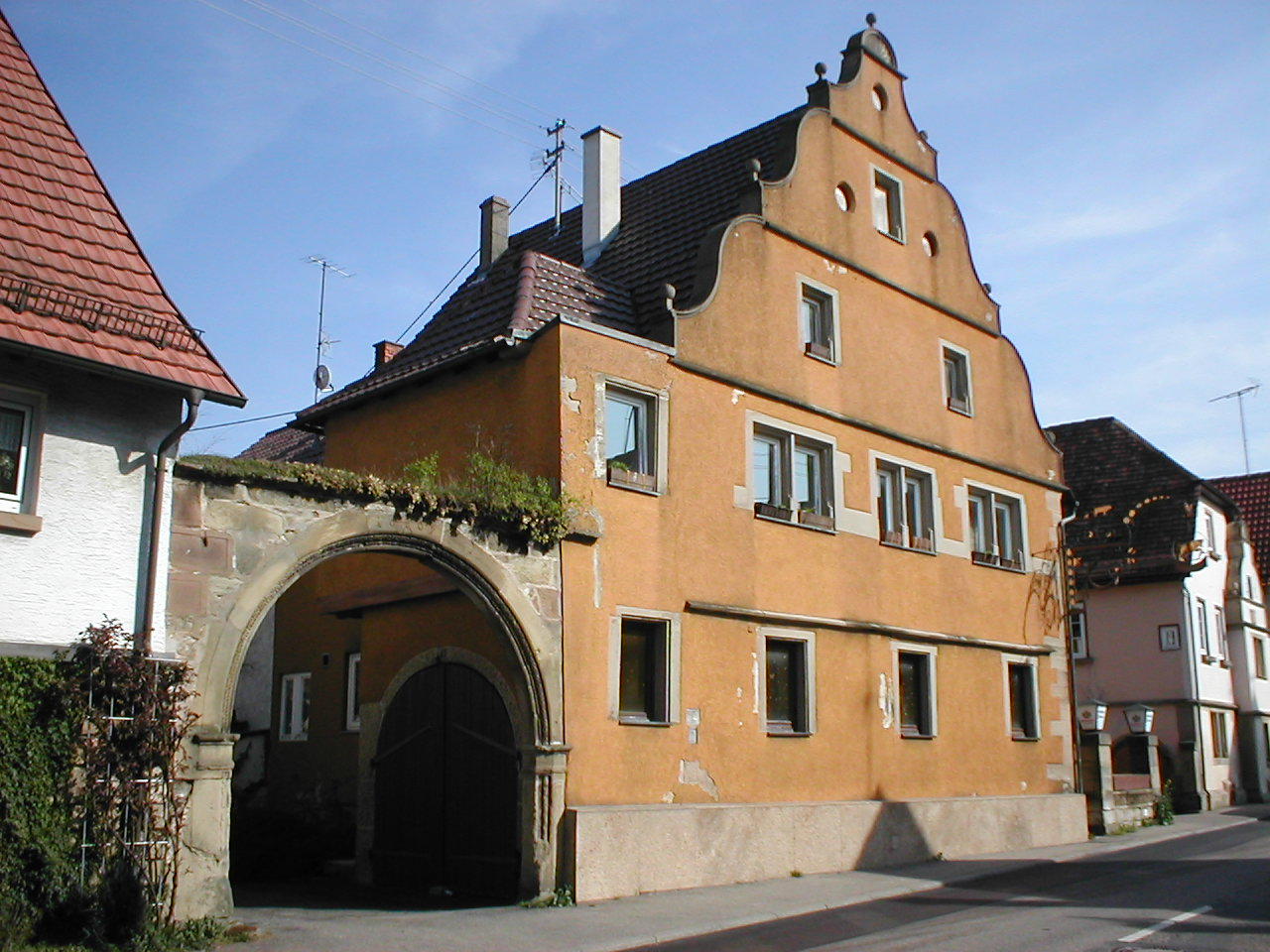
Ehem. Gülthaus des Dt. Ordens
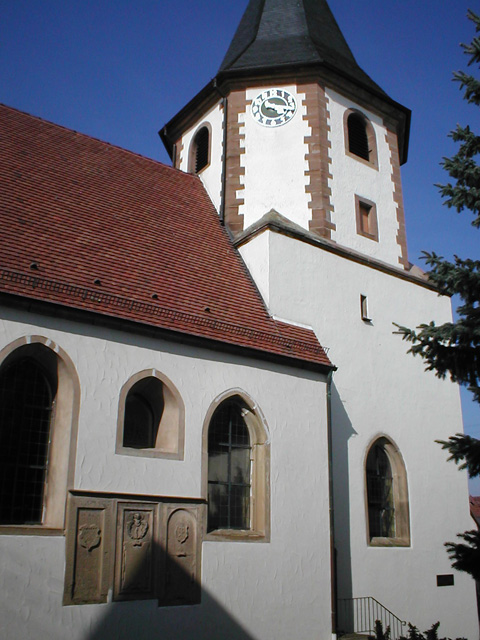
Ev. Kirche
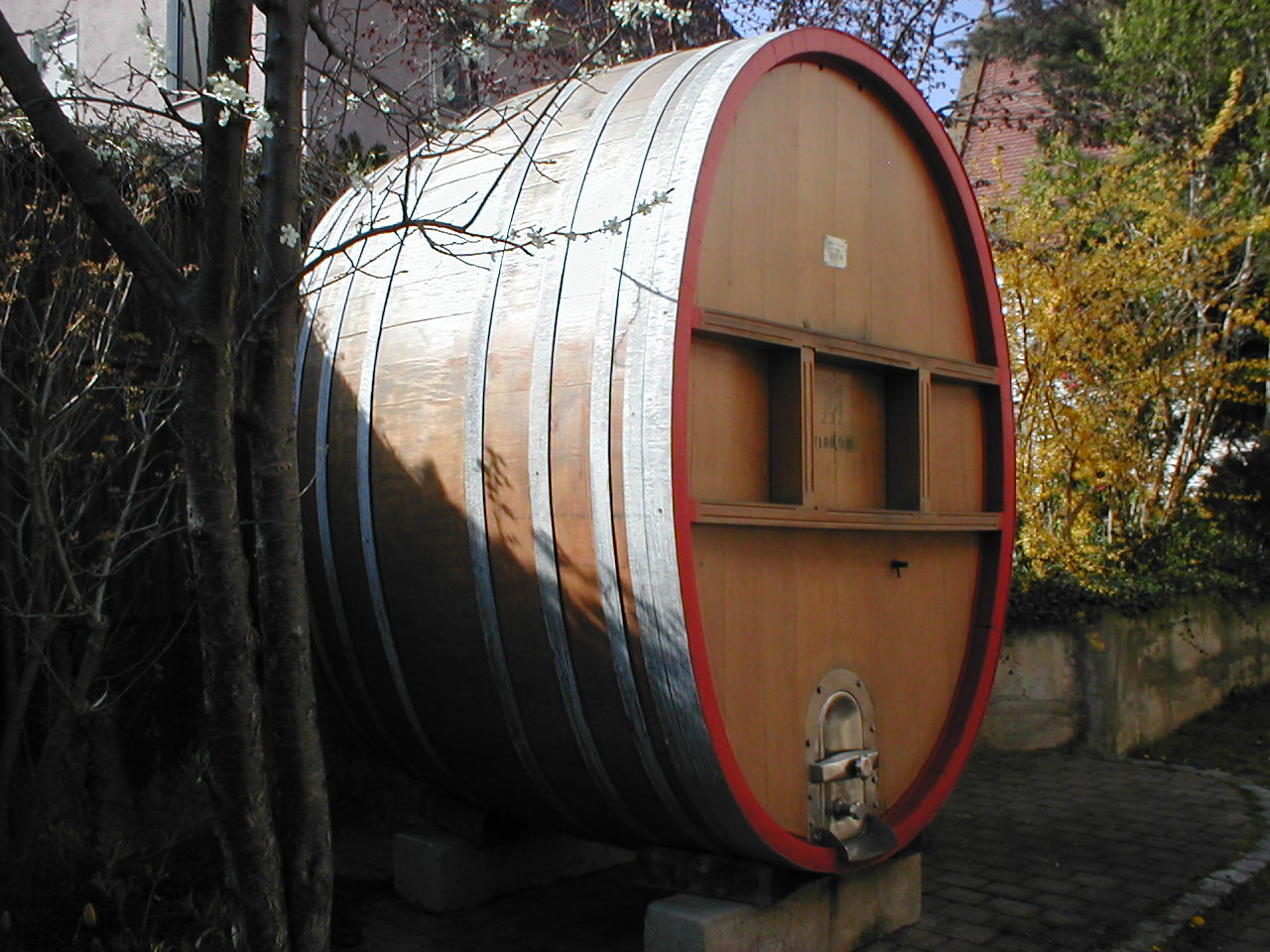
Eichenweinfass beim Rathaus
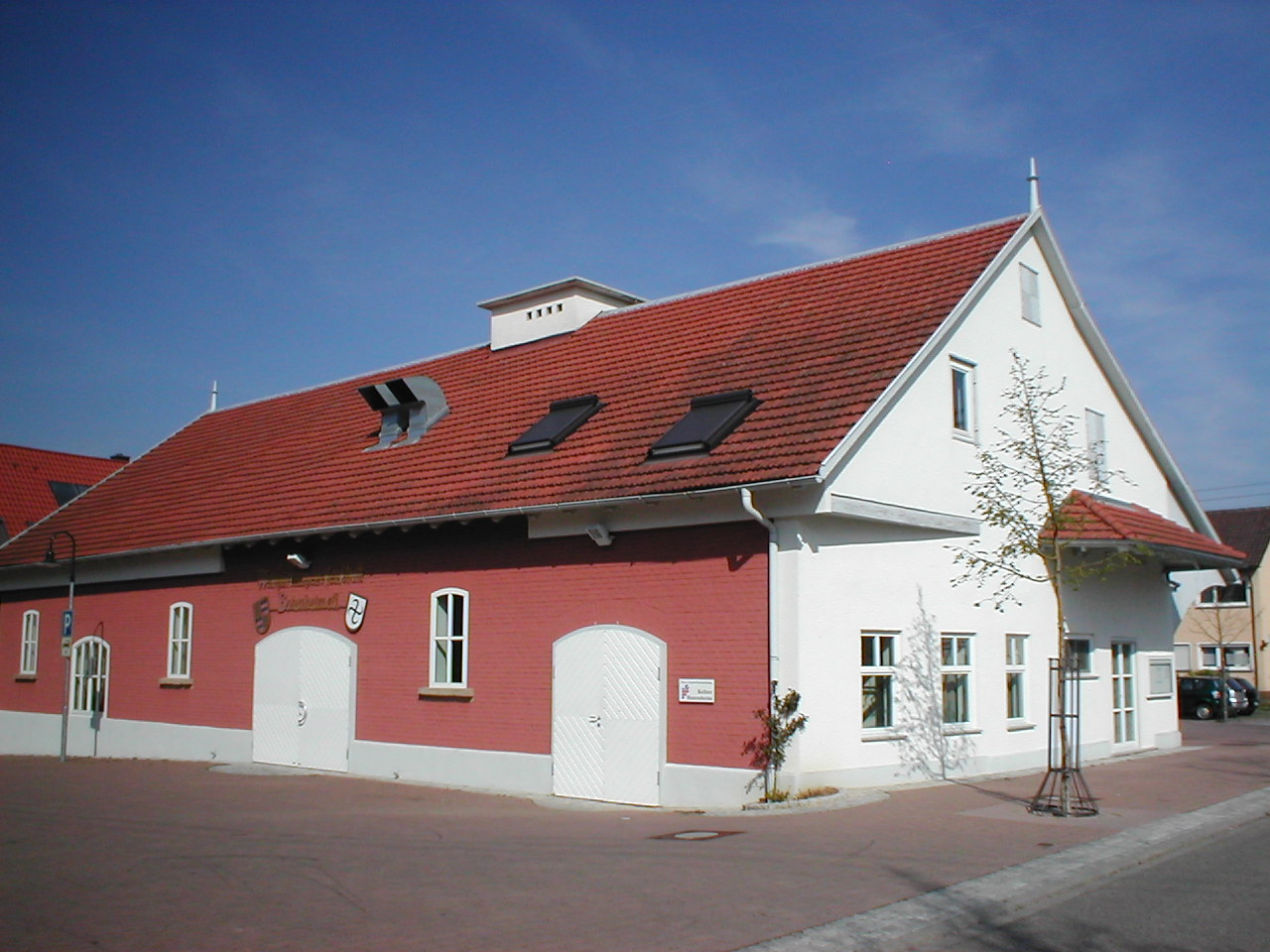
Kelter von 1902
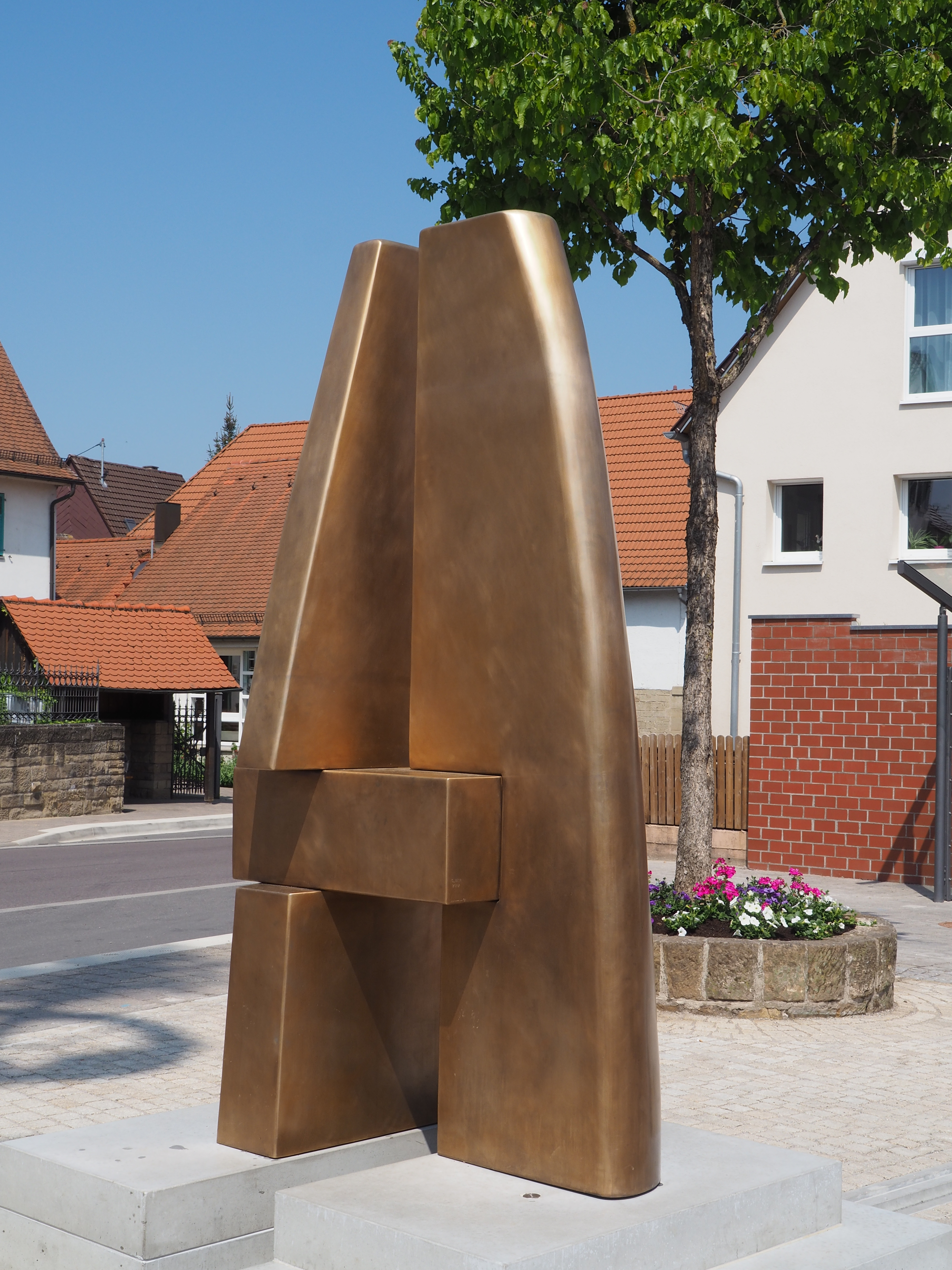
Versöhnung (Gerda Bier 2018)